# Mercedes-Benz Baureihe 174/178

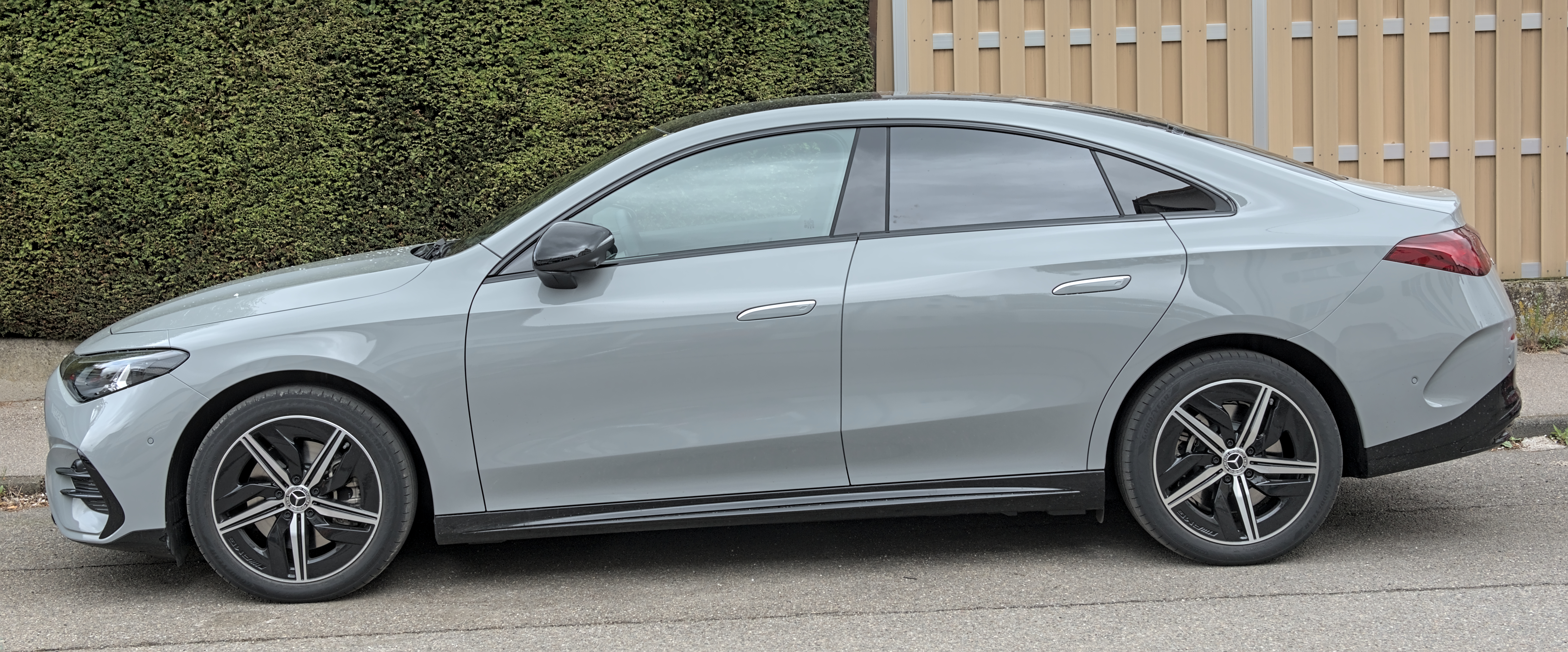
Seitenansicht

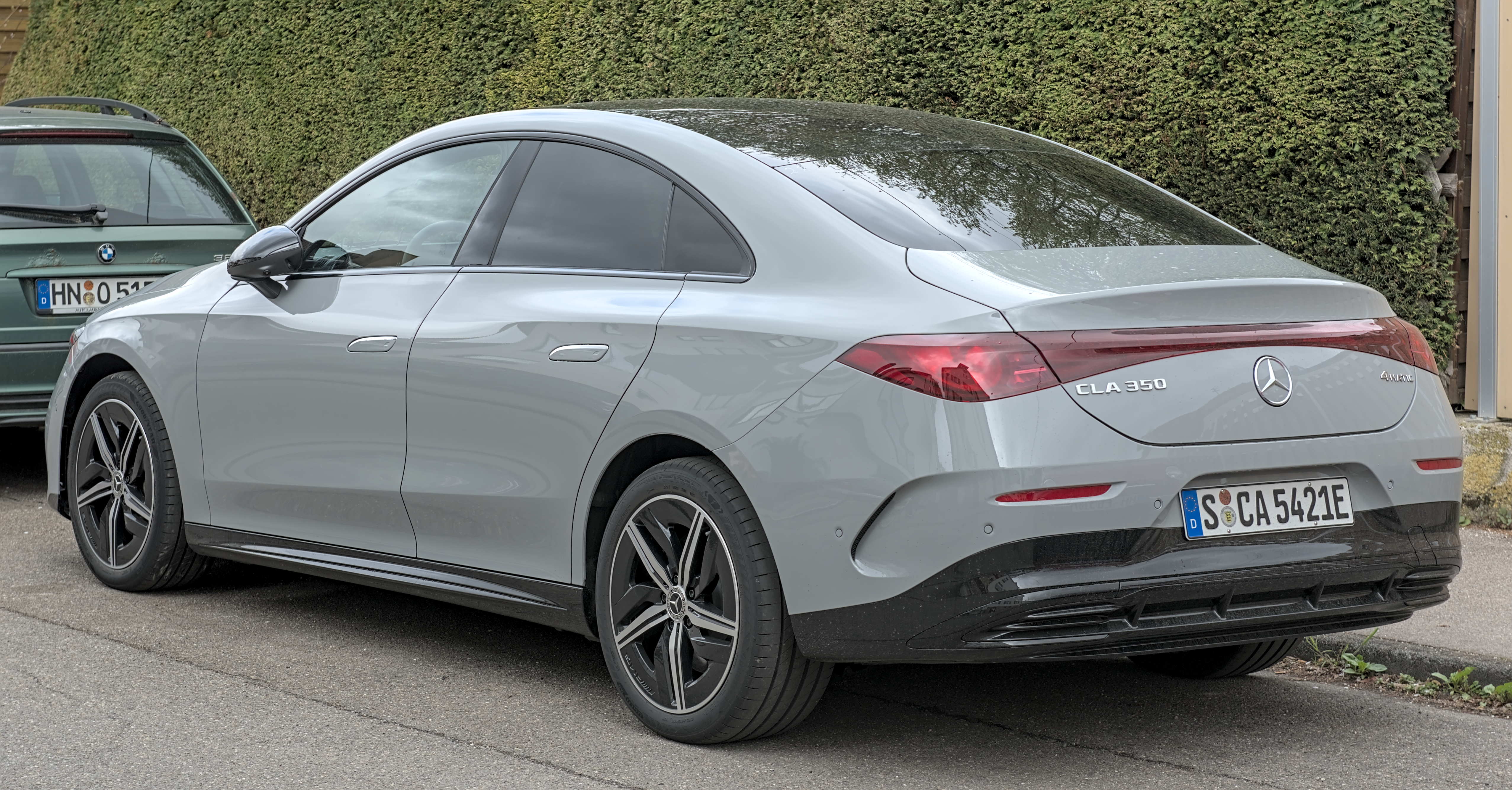
Heckansicht

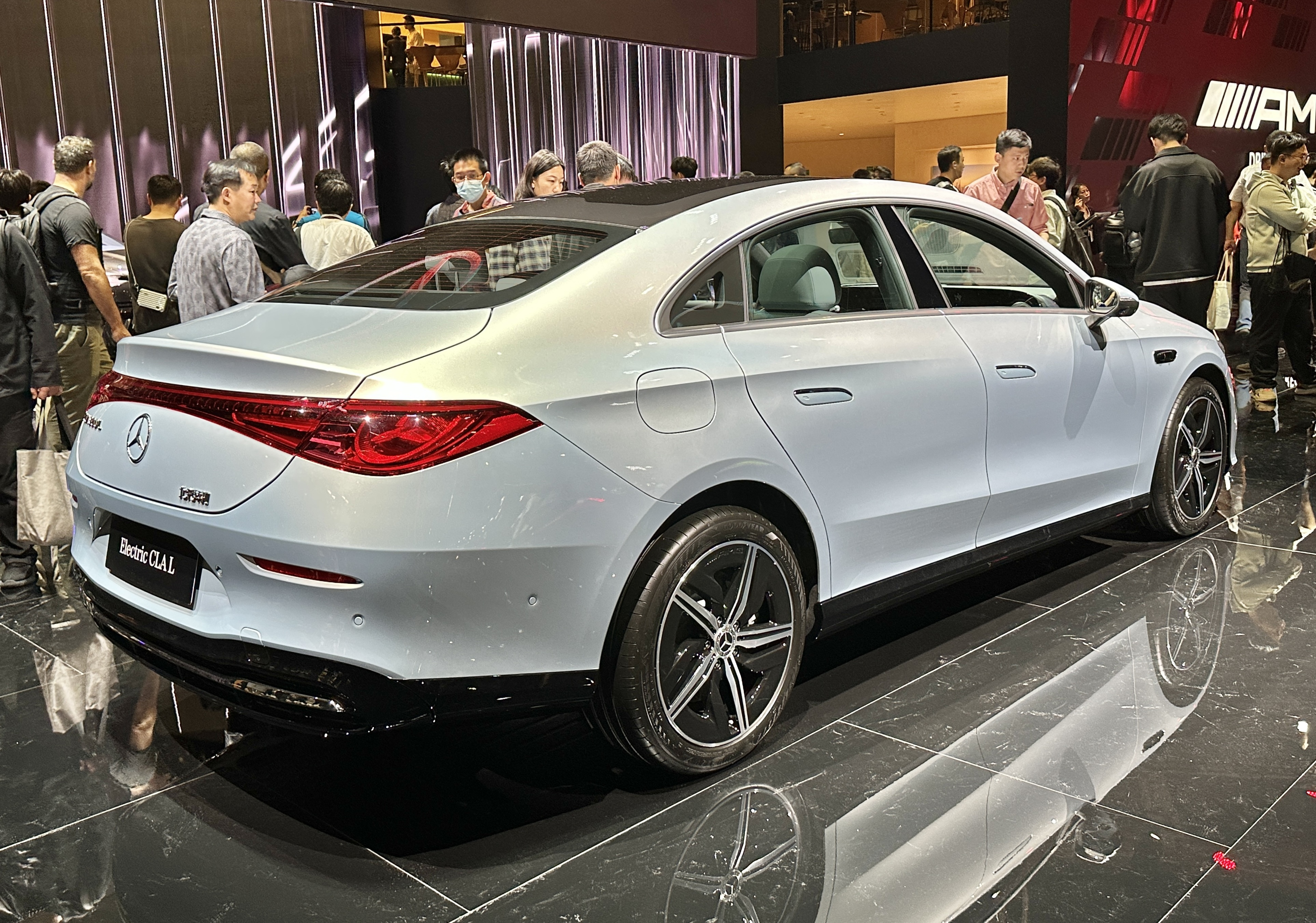
CLA L: längere Variante, Auto Shanghai 2025

Die dritte Generation des CLA des Automobilherstellers Mercedes-Benz wird intern als Baureihe 174 für die batterieelektrische Variante sowie als Baureihe 178 für das Hybrid-Modell bezeichnet. Sie ist der Nachfolger der Baureihe 118. Gebaut wird das Fahrzeug in Rastatt.

## Geschichte
Der Wagen wurde am 13. März 2025 als Limousine in Rom vorgestellt und wird seit dem 29. April 2025 als Elektroauto verkauft. Schon im September 2023 hatte Mercedes-Benz das Konzeptfahrzeug CLA Concept auf der IAA in München gezeigt.

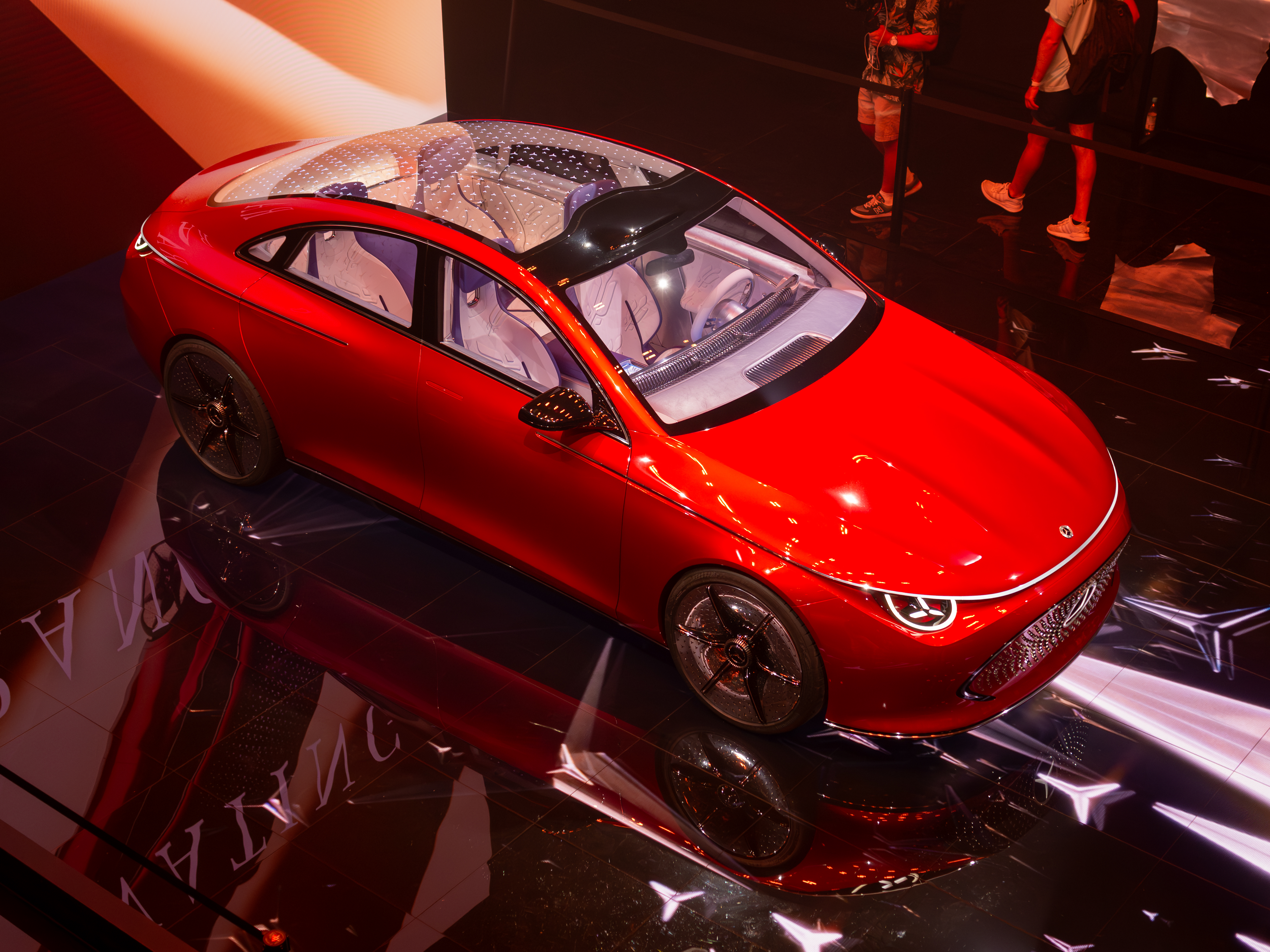
Concept CLA, IAA 2023
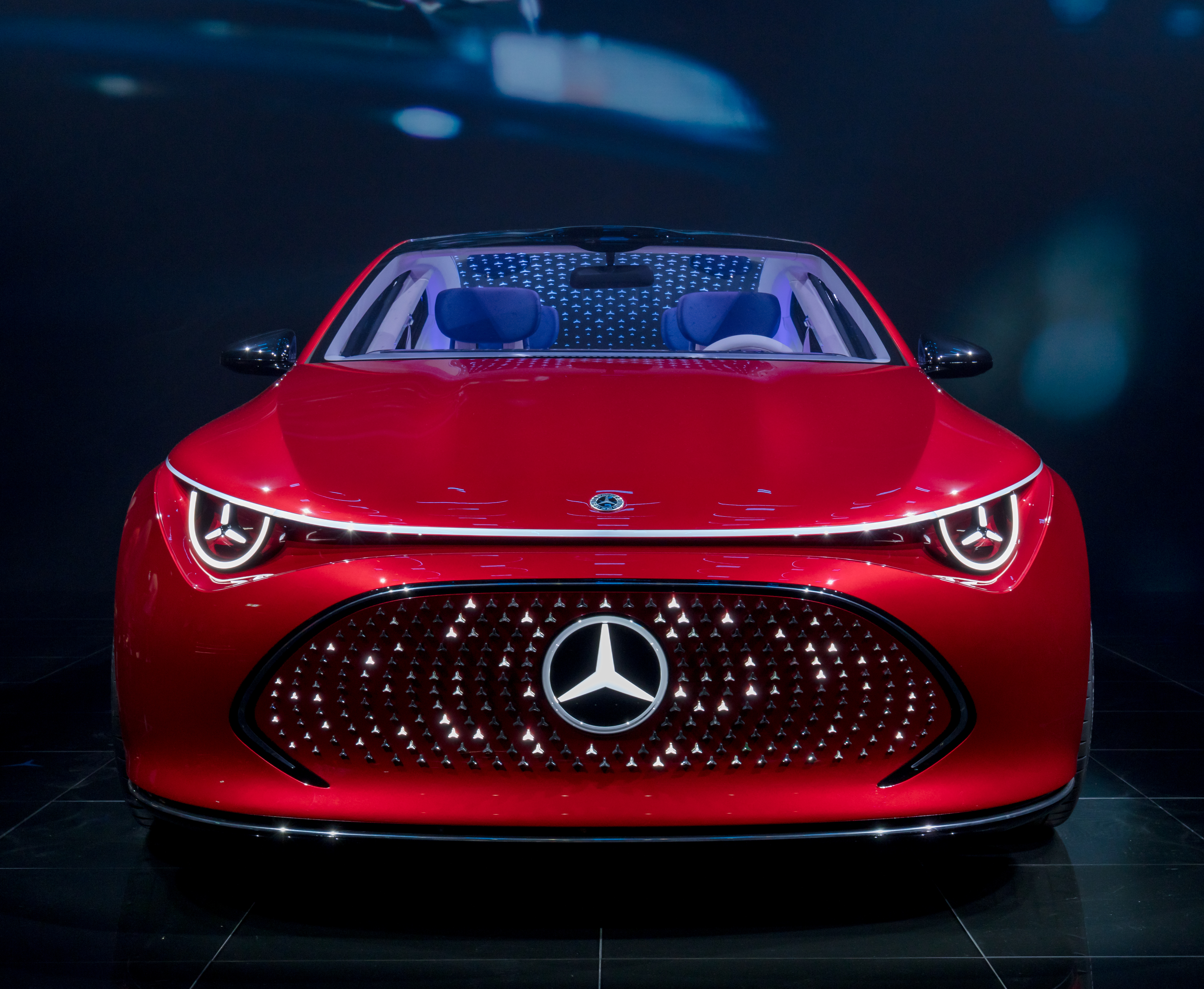
Front des Concept CLA
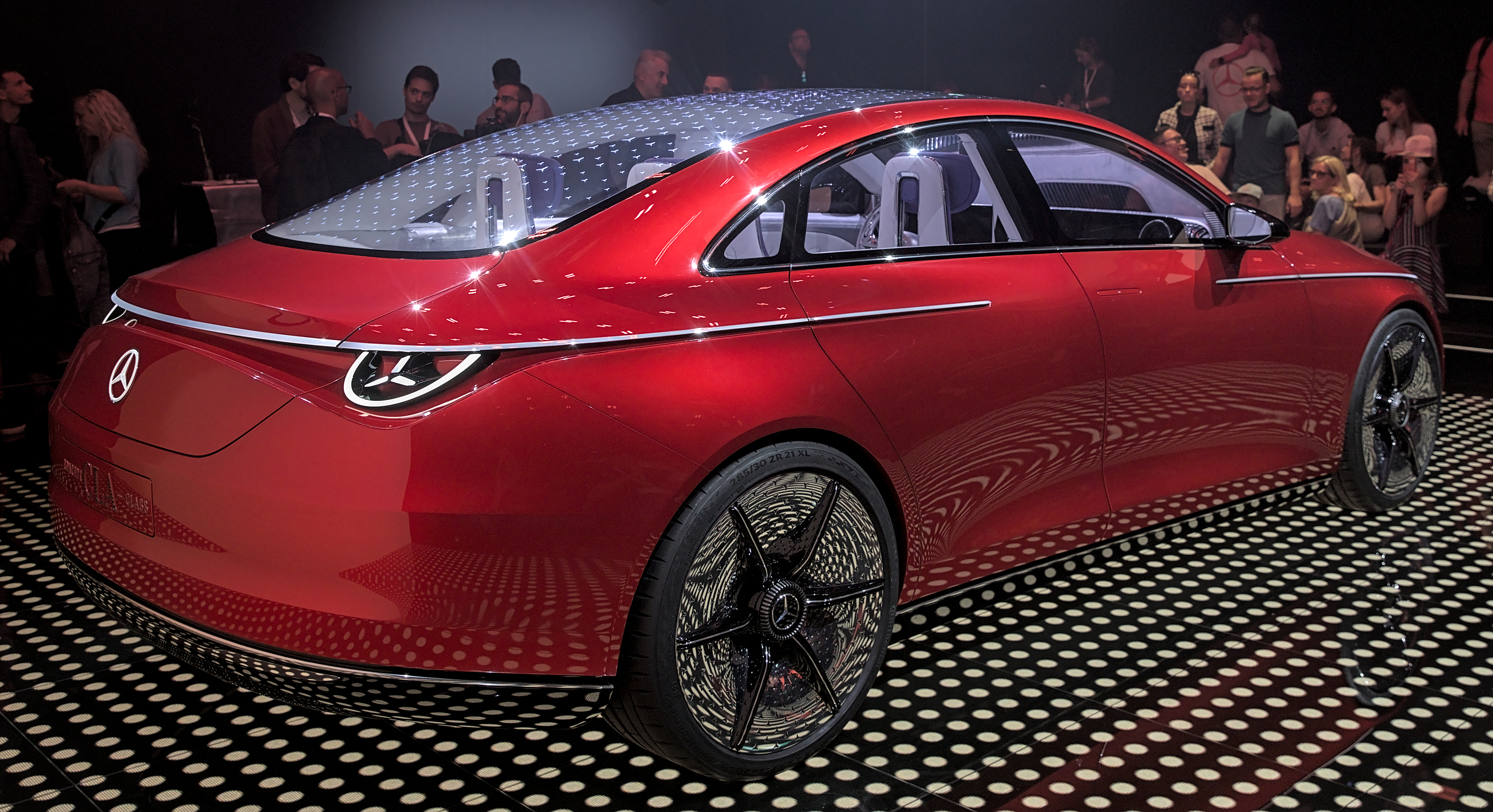
Heck des Concept CLA

Später sollen auch zwei Modelle als 48-V-Mild-Hybrid mit Ottomotor folgen.
Auf der Auto Shanghai im April 2025 stellte Mercedes eine in Radstand und Außenlänge verlängerte Variante CLA L vor. Als Shooting Brake präsentierte Mercedes-Benz die Baureihe am 15. Juli 2025; der Verkauf soll im März 2026 beginnen.

## Karosserie
Der dritte CLA ist als Limousine und Shooting Brake 4,72 Meter lang, 1,86 Meter breit und 1,47 Meter hoch. Der Radstand beträgt 2,79 Meter. Der hintere Kofferraum fasst bei der Limousine 405 Liter, beim Shooting Brake ist er 50 Liter größer. Außerdem lässt sich hier die Rücksitzbank umklappen, wodurch sich das Kofferraumvolumen auf 1290 Liter erhöht. Neu gegenüber dem Vorgängermodell ist ein 101 Liter fassender vorderer Kofferraum („Frunk“). Die Türen sind rahmenlos. Ein Panoramadach, das nicht geöffnet werden kann, ist serienmäßig. Die Form des Kühlergrills, das Leuchtenband über dem Kühlergrill vorn sowie Tagfahrlichter in Form des Mercedes-Sterns wurden vom Konzeptfahrzeug übernommen. Die Armaturentafel hat auf Wunsch für den Beifahrer einen 14-Zoll-Touchscreen.
Die chinesische Version der Baureihe hat einen vier Zentimeter längeren Radstand und ist vier Zentimeter länger.

## Technik
Die Baureihe basiert auf der Plattform „Mercedes Modular Architecture“ (MMA). Der cw-Wert beträgt recht günstige 0,21. Der CLA 250+ hat einen 200 kW (272 PS) starken Elektromotor an der Hinterachse und eine Batterie in 800-V-Hochvolttechnik. Sie ist im Fahrzeugboden eingebaut und soll gemäß WLTP eine Reichweite von bis zu 792 km ermöglichen. Der CLA 350 4MATIC mit EQ-Technik hat zwei Elektromotoren und Allradantrieb und eine gesamte Leistung von 260 kW (354 PS); der vordere leistet 80 kW (109 PS) und wird unter Last eingesetzt (Boost-Funktion). Auch der hintere Motor des CLA 350 4MATIC ist mit einem Zwei-Gang-Getriebe kombiniert. Die WLTP-Reichweite des Allradmodells soll bis zu 771 km betragen. Bei beiden Versionen wird die Höchstgeschwindigkeit auf 210 km/h begrenzt. Beide verwenden eine Lithium-Ionen-Batterie mit 85 kWh Kapazität. Eine kleinere und damit auch kostengünstigere 58-kWh-Batterie soll später verfügbar sein. Der CLA kann an einer 11-kW-Wallbox mit drei Phasen oder mit Gleichstrom bis 320 kW geladen werden. Im Gegensatz zu manch anderen Elektrofahrzeugen mit 800-Volt-Systemen fehlt ein DC-DC-Wandler. Dadurch können ausschließlich, zumeist neuere, Ladestationen genutzt werden, die 800 Volt unterstützen. Später soll dieses Bauteil optional erhältlich sein.
Die Hybrid-Version, intern als C 178 bezeichnet, erhält den neu konstruierten Turbo-Vierzylinder M 252 mit 1,5 Liter Hubraum, der in China hergestellt wird und in drei Leistungsstufen verfügbar ist. Er überträgt die Kraft über das Achtgang-Doppelkupplungsgetriebe 8F-eDCT. Darin ist ein 20 kW (27 PS) starker Elektromotor eingebaut. Im Hybrid wird eine Lithium-Ionen-Batterie mit einem Energieinhalt von 1,3 kWh verwendet. Damit kann der CLA-Hybrid lediglich über kurze Strecken rein elektrisch fahren.
Der CLA hat ein Stahlfahrwerk.

## Technische Daten
|                                                | CLA 250+ mit EQ-Technologie                      | CLA 350 4MATIC mit EQ-Technologie                            |
| ---------------------------------------------- | ------------------------------------------------ | ------------------------------------------------------------ |
| Bauzeitraum                                    | seit 04/2025                                     | seit 04/2025                                                 |
| Antrieb                                        |                                                  |                                                              |
| Motorart                                       | Permanentmagnet-Synchronmotor an der Hinterachse | Permanentmagnet-Synchronmotor an der Vorder- und Hinterachse |
| max. Leistung                                  | 200 kW (272 PS)                                  | 260 kW (354 PS)                                              |
| max. Drehmoment                                | 335 Nm                                           | 515 Nm                                                       |
| Kraftübertragung                               |                                                  |                                                              |
| Antrieb                                        | Hinterradantrieb                                 | Allradantrieb                                                |
| Getriebe                                       | Zwei-Gang-Getriebe                               | Zwei-Gang-Getriebe                                           |
| Antriebsbatterie                               |                                                  |                                                              |
| Zellchemie                                     | Lithium-Ionen-Akkumulator                        | Lithium-Ionen-Akkumulator                                    |
| Energieinhalt                                  | 85 kWh                                           | 85 kWh                                                       |
| Max. Ladeleistung (AC)                         | 11 kW, dreiphasig                                | 11 kW, dreiphasig                                            |
| Max. Ladeleistung (DC)                         | 320 kW                                           | 320 kW                                                       |
| Messwerte, Limousine                           |                                                  |                                                              |
| Leergewicht                                    | 2055 kg                                          | 2135 kg                                                      |
| Höchstgeschwindigkeit                          | 210 km/h                                         | 210 km/h                                                     |
| Beschleunigung, 0–100 km/h                     | 6,7 s                                            | 4,9 s                                                        |
| Energieverbrauch auf 100 km (WLTP, kombiniert) | 12,2–14,1 kWh                                    | 12,5–14,7 kWh                                                |
| Reichweite nach WLTP                           | 694–792 km                                       | 672–771 km                                                   |
| Messwerte, Shooting Brake                      |                                                  |                                                              |
| Leergewicht                                    |                                                  |                                                              |
| Höchstgeschwindigkeit                          | 210 km/h                                         | 210 km/h                                                     |
| Beschleunigung, 0–100 km/h                     | 6,8 s                                            | 5,0 s                                                        |
| Energieverbrauch auf 100 km (WLTP, kombiniert) | 12,7–15,2 kWh                                    | 13,2–15,7 kWh                                                |
| Reichweite nach WLTP                           | 761 km                                           | 730 km                                                       |

## Versuchsfahrzeuge

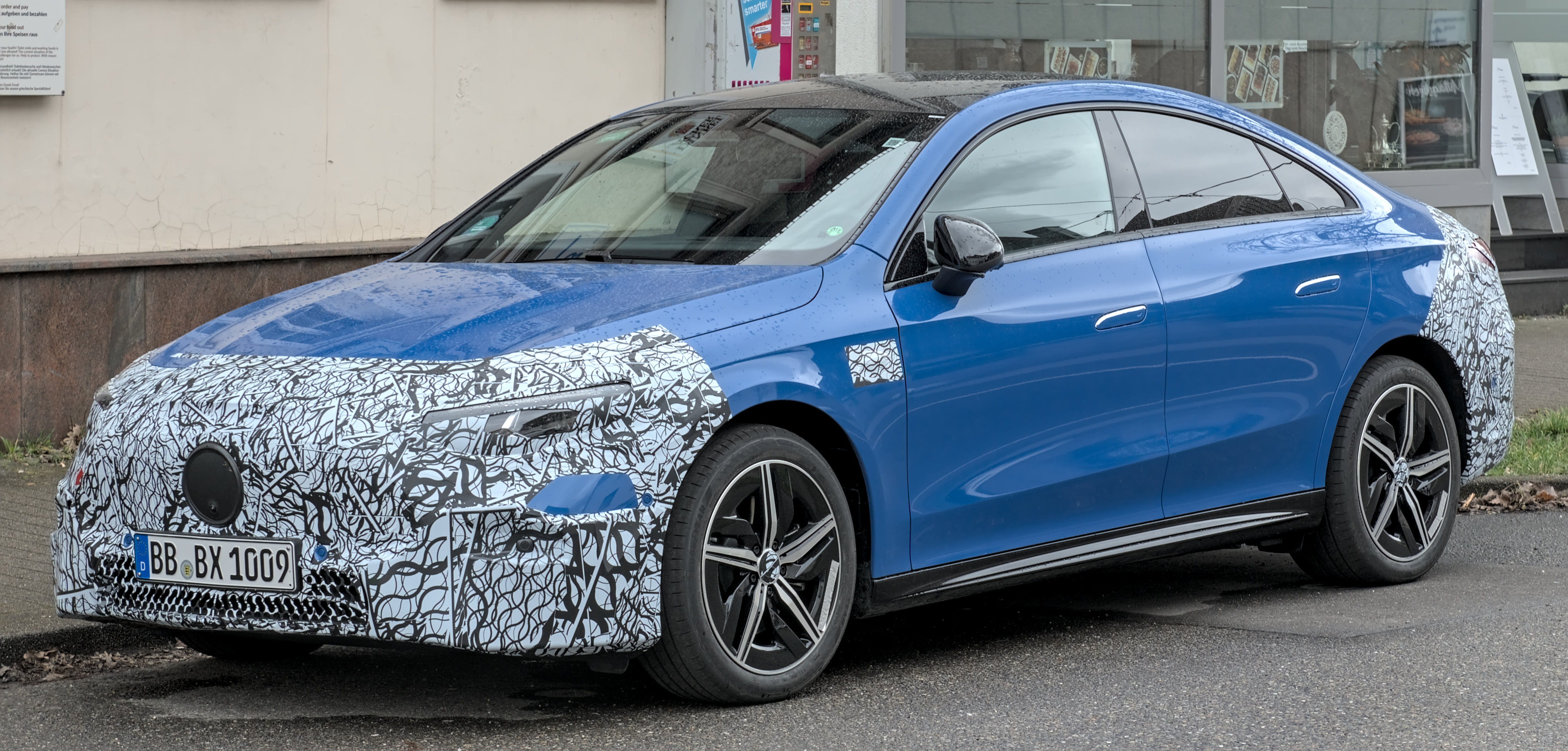
Erlkönig im März 2025 in Stuttgart
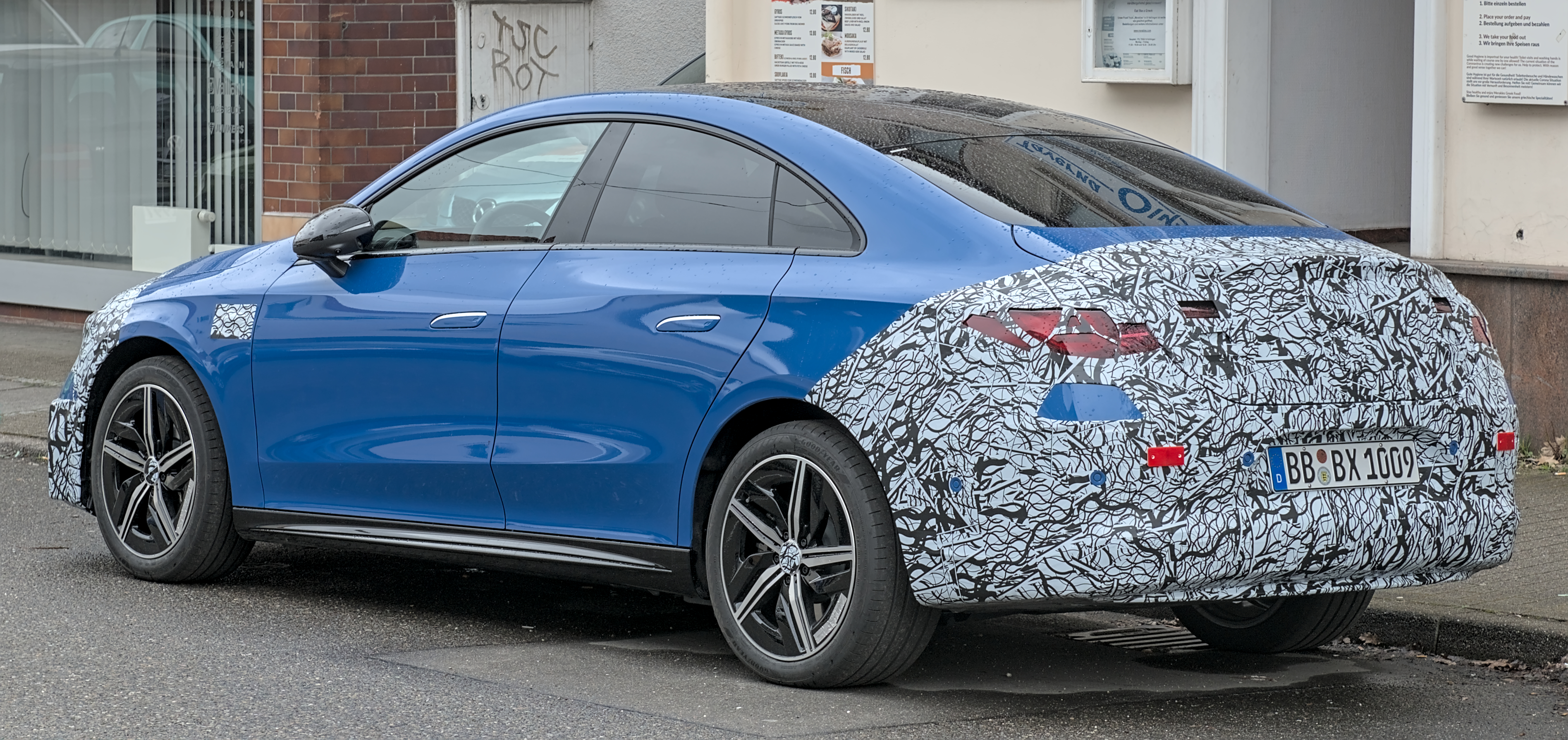
Heckansicht